# Juan de Iriarte

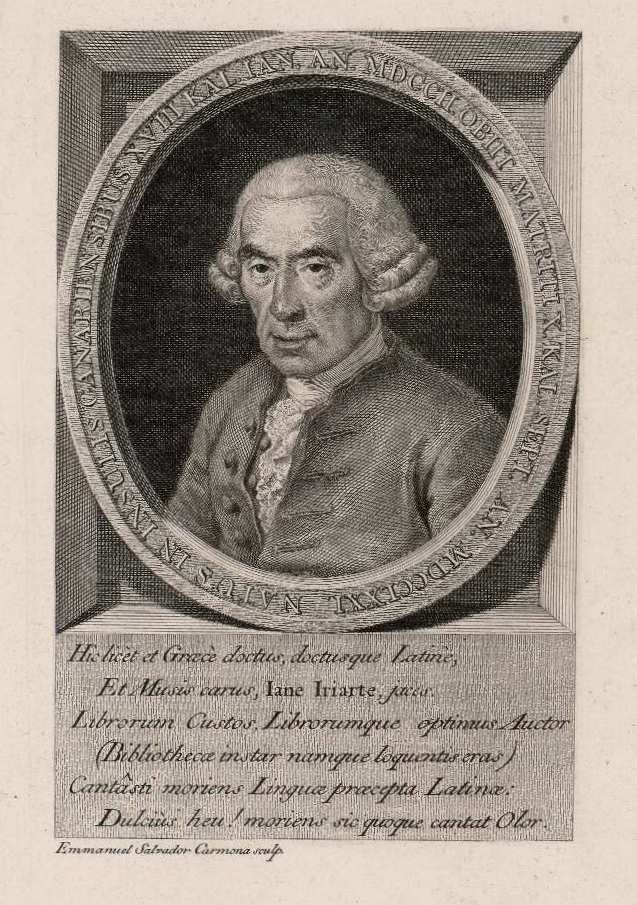
Juan de Iriarte

Juan de Iriarte (1701, em Puerto de la Orotava, hoje Puerto de la Cruz, Canárias - 1771 em Madrid em Espanha) foi um escritor espanhol.

## Obras
- Regia Matritensis Bibliotheca (1729)
- Diario de los Literatos (1737)
- Sobre la imperfección de los diccionarios
- Paleografía griega
- Bibliotheca graeca
- Taurimaquia matritensis, sive taurorum ludi, Lista de los Principales Manuscritos de la Librería de los Marqueses de Villena
- Sacada de la Hijuela Authentica de los bienes que quedaron por muerte del Marqués Don Andrés Pacheco, en 9 de Octubre de 1748. Por la tarde por mí mis